# José Sanmartín Esplugues
José Sanmartín Esplugues   (València, 17 de març de 1948 - València, 19 d'agost de 2020) fou un filòsof i escriptor valencià, les aportacions del qual es realitzaren en l'àrea de les relacions entre ciència, tecnologia i societat, i en els estudis sobre violència.

## Biografia
José Sanmartín Esplugues va nàixer a València (País Valencià), el 17 de març de 1948. Va cursar el batxillerat en l'Institut Lluís Vives de la seua ciutat natal, on va tindre com a professor de filosofia Fernando Montero. En els seus estudis universitaris de Filosofia (1965-1970) va tindre com a mestres Carlos París i Manuel Garrido, i va decantar-se per l'àrea de la Lògica i la Teoria de la Ciència. El gener de 1975, se'n va anar a Alemanya per a incorporar-se com a becari d'investigació de la Fundació Alexander von Humboldt a l'Escola Tècnica Superior d'Aquisgrà. Durant la seua estada a Alemanya, encara que dedicat a la investigació de la teoria de models per a sistemes axiomàtics de conjunts, va prendre contacte amb grups interessats en tecnologies biològiques i va començar els seus treballs sobre filosofia de la biologia. En 1984 va obtindre per concurs oposició la càtedra de Filosofia de la Ciència de la Universitat de València. En 1985, junt amb Manuel Medina (Universitat de Barcelona), Nicanor Ursúa (Universitat del País Basc), José A. López Cerezo i José L. Luján (Universitat de València), va fundar l'institut INVESCIT, pioner en els estudis sobre CTS a Espanya. Entre 1986 i 1989 va realitzar diverses estades d'investigació en l'Institut Max Planck de Fisiologia de la Conducta, on va prendre contacte amb I. Eibl-Eibesfeldt i W. Schieffenhövel, i es va dedicar a l'estudi de l'agressivitat en pobles tradicionals. Entre 1991 i 1994 va compaginar les seues investigacions sobre l'agressivitat i la violència amb la direcció d'un projecte TEMPUS sobre avaluació de tecnologies a Hongria i Txecoslovàquia. Entre 1995 i 1997 fou designat conseller de Treball i Assumptes Socials durant el primer govern autonòmic del PP, i el 2008 fou nomenat rector de la Universitat Internacional Valenciana (VIU). Des de 1997 fins a 2009 ocupà el càrrec de director del Centre Reina Sofía per a l'Estudi de la Violència.

## Obra
José Sanmartín Esplugues orientà la seua activitat com a investigador i escriptor al voltant de tres àrees ben definides, en què es caracteritzà per impulsar i desenvolupar projectes pioners: a) proves de consistència i independència en sistemes axiomàtics de conjunts; b) ciència, tecnologia i societat, amb especial incidència en aspectes ètics, legals i mediambientals del Projecte del Genoma Humà, i c) biologia, psicologia i sociologia de l'agressivitat i de la violència. En este últim àmbit, tractà d'aclarir les diferències entre l'agressivitat (reacció davant de determinats estímuls) i la violència (acció o omissió intencional i danyosa), i investigà les bases neurobiològiques que subjauen a l'una i l'altra, així com les interaccions entre les dites bases i els input ambientals. Així mateix, realitzà estudis molt coneguts sobre maltractament infantil, violència contra la dona i terrorisme. Dedicà els darrers àmbits de recerca a la violència econòmica i financera. A més de diverses obres científiques sobre els temes acabats d'esmentar, José Sanmartín Esplugues va promoure diverses iniciatives socials, en particular en defensa dels drets de la dona i del menor. A aquest últim respecte, cal destacar que el 1996 va fundar els Centres Dona 24 hores per a l'atenció integral de la dona víctima de violència de gènere.

## Nomenaments
- 1991-1993. Vicepresident de l'European Inter-university Association on Society, Science and Technology (ESST).
- 1993-1995. Vicepresident i president de la Society for Philosophy and Technology (SPT).
- 1997-2009. Director del Centre Reina Sofía per a l'Estudi de la Violència.
- 1998-2001. Director de la Seu de la Universitat Internacional Menéndez Pelayo (UIMP) a València.
- 2007 -. Membre del Ple de l'Observatori Estatal de la Convivència Escolar com a personalitat de reconegut prestigi.
- 2014 -. Membre Honorari del Centro de Estudios Filosóficos, Políticos y Sociales "Vicente Lombardo Toledano", dependent de la Secretaria d'Educació Pública del Govern de Mèxic.

## Llista de llibres d'autor per orde cronològic
- 1977. Una introducción constructiva a la teoría de modelos.
- 1983. Filosofía de la ciencia.
- 1987. Los nuevos redentores.
- 1990. Tecnología y futuro humano.
- 2000. La violencia y sus claves.
- 2002. La mente de los violentos.
- 2005. El terrorista.
- 2008. El enemigo en casa.
- 2013. El exceso de excluir la razón. Reflexiones para una historia de la filosofía de la ciencia
- 2015. Bancarrota moral. Violencia político-financiera y resiliencia ciudadana. Barcelona: Sello Editorial. ISBN 978-84-15132-12-7.

## Llista de llibres com a coordinador
- 1987. La sociedad naturalizada. Genética y conducta.
- 1990. Ciencia, tecnología y sociedad.
- 1992. New Worlds, New Technologies, New Issues.
- 1992. Estudis sobre societat i tecnologia.
- 1994. Superando fronteras.
- 1997. Violence: From Biology to Society
- 1998. Violencia, televisión y cine.
- 1999. Violencia contra niños.
- 2000. Violencia y psicopatía [2001. Violence and Psychopathy]
- 2004. El laberinto de la violencia.
- 2006. Qué es esa cosa llamada violencia?
- 2007. Los escenarios de la violencia.
- 2010. Reflexiones sobre la violencia.
- 2017. Técnica y ser humano

## Llista d'informes de què ha sigut director
- Maltrato infantil en la família. España (1997-1998), sèrie “Documentos” del Centre Reina Sofía, núm. 4, 2002.
- Informe internacional. Violencia en las relaciones de pareja: estadísticas y legislación, sèrie “Documentos” del Centre Reina Sofía, 2003.
- II Informe Internacional. Violència en les relacions de parella: estadístiques i legislació, Sèrie “Documents” del Centre Reina Sofía, 2006.
- III Informe internacional. Violencia en las relaciones de pareja: estadísticas y legislación, sèrie “Documentos” del Centre Reina Sofía, 2010.
- Maltrato infantil en la familia en España, Ministerio de Sanidad, Política Social e Igualdad, 2011.

## Sobre José Sanmartín Esplugues
- 1988. José Sanmartín. Filosofía crítica de la ciencia. Revista Anthropos, núm. 82-83.